# Florian Hempel
Florian Hempel (Dessau, 1990. április 10. –) német dartsjátékos és egykori kézilabdázó. 2018-tól a Professional Darts Corporation tagja.

## Pályafutása
A kelet-németországi Dessauban született. Korábban kézilabdakapus volt, pályafutását az SG Kühnau csapatánál kezdte, majd 2016-ban Kölnben fejezte be kézilabda-pályafutását.

### PDC
Hempel 2019 májusában a Dutch Darts Mastersen a PDC European Touron debütált, ahol 6–0-ra legyőzte Ryan Harringtont. Hempel a második körben 6–3-ra kikapott Simon Whitlocktól.
Miután korábban 2018-ban és 2020-ban is megpróbált Tour Card-ot szerezni, Hempel PDC Tour Card-ot nyert a 2021-es European Q-School-on, és megnyerte a 3. forduló döntőjét. Márciusban családi okok miatt visszalépett a UK Opentől. Ez év áprilisában megdobta első Kilencnyilasát, amikor az Európai Szuperligán legyőzte Marco Obstot.
Hempel októberben debütált a 2021-es Európa-bajnokságon, ahol végül 6–3-ra kikapott a regnáló bajnok Peter Wrighttól. A következő héten bejutott az első elődöntőjébe a PDC Pro Touron, majd ott 7–3-ra kikapott Michael Smithtől. Hempel a 2022-es PDC darts világbajnokságon debütált, amelyen a második körben nagy meglepetésre 3–1 arányban legyőzte az ötödik kiemelt Dimitri Van den Berghet, 98,37-es átlaggal. A harmadik körben 4–1-re kikapott az ausztrál Raymond Smithtől.
A 2024-es világbajnokságon Hempel az első fordulóban Dylan Slevinnel mérkőzött meg, akit 3–1-re győzött le. A második körben 3–2-re ismét legyőzte Van den Berghet, akárcsak 2 évvel azelőtt, annak ellenére, hogy két szettes hátrányban volt a meccsen. A harmadik körben 4–0-ra kikapott Stephen Buntingtól.

## Világbajnoki szereplései

### PDC
- 2022: Harmadik kör (vereség  Raymond Smith ellen 1–4)
- 2023: Második kör (vereség  Luke Humphries ellen 2–3)
- 2024: Harmadik kör (vereség  Stephen Bunting ellen 0–4)
- 2025: Második kör (vereség  Daryl Gurney ellen 2–3)

## Fordítás
Ez a szócikk részben vagy egészben  a   Florian Hempel című angol Wikipédia-szócikk ezen változatának fordításán alapul.  Az eredeti cikk szerkesztőit annak laptörténete sorolja fel. Ez a jelzés csupán a megfogalmazás eredetét és a szerzői jogokat jelzi, nem szolgál a cikkben szereplő információk forrásmegjelöléseként.